# Runtole
Rúntole so naselje ob severnem delu Celja.